# Le Temps des grâces
Pour plus de détails, voir Fiche technique et Distribution.
Le Temps des grâces est un documentaire réalisé par Dominique Marchais et sorti en 2010. 
Ce premier long métrage du réalisateur est consacré au monde agricole français.

## Fiche technique
- Titre : Le Temps des grâces
- Réalisation : Dominique Marchais
- Scénario : Dominique Marchais avec la participation de Stéphane Malandrin
- Production : Capricci Films
- Photographie : Sébastien Buchmann, Olivier Jacquin et David Grinberg
- Montage : : Jean-Christophe Hym et Olivier Garouste
- Son : Camille Lotteau
- Pays d'origine :  France
- Format : couleur - 1.85 — Dolby - 35 mm
- Genre : documentaire
- Durée : 123 minutes
- Date de sortie : France - 10 février 2010
- Visa d'exploitation : 114572 (délivré le 30 septembre 2009)

## Participants
- Matthieu Calame
- Pierre Bergounioux
- Lucien Bourgeois
- Lydia Bourguignon

## Distinctions
- 2011 : Cine Eco - International environmental film festival 2011 (Portugal) - Prix de la compétition internationale[1]
- Festival de Locarno 2009
- Etats généraux du documentaire de Lussas 2009,
- Viennale 2009,
- Festival Entrevues de Belfort 2009
- Festival de Vendôme 2009
- Festival du film français de Rome 2010
- Cinemaplaneta (Mexique) 2010
- BAFICI (Argentine) 2010